# Kasteel van Vascœuil
Het Kasteel van Vascœuil of Kasteel van La Forestière (Frans: Château de Vascœuil) is een kasteel in de Franse gemeente Vascœuil. Het kasteel is een beschermd historisch monument sinds 1985.